# 브라마굽타 공식
기하학에서 브라마굽타 공식(Brahmagupta公式, 영어: Brahmagupta's formula)은 원에 내접하는 사각형의 넓이를 네 변의 길이에 대한 대칭 함수로 나타내는 공식이다.

## 정의
내접 사각형 {\displaystyle ABCD}의 네 변의 길이를 {\displaystyle AB=a}, {\displaystyle BC=b}, {\displaystyle CD=c}, {\displaystyle DA=d}라고 하자. 브라마굽타 공식에 따르면, 이 사각형의 넓이는 다음과 같다.
{\displaystyle S={\sqrt {(s-a)(s-b)(s-c)(s-d)}}}
여기서
{\displaystyle s={\frac {a+b+c+d}{2}}}
는 반둘레이다.

## 증명

### 삼각법 증명
내접 사각형의 두 대각은 서로 보각이라는 성질에 의하여,
{\displaystyle B+D=180^{\circ }}
이다. 삼각형 {\displaystyle ABC}와 {\displaystyle ACD}에 코사인 법칙을 적용하면 각각
{\displaystyle AC^{2}=a^{2}+b^{2}-2ab\cos B}
와
{\displaystyle {\begin{aligned}AC^{2}&=c^{2}+d^{2}-2cd\cos D\\&=c^{2}+d^{2}+2cd\cos B\end{aligned}}}
를 얻으며, 이를 연립하면
{\displaystyle 2(ab+cd)\cos B=a^{2}+b^{2}-c^{2}-d^{2}}
를 얻는다. 사각형 {\displaystyle ABCD}의 넓이는 삼각형 {\displaystyle ABC}와 {\displaystyle ACD}의 넓이의 합이므로,
{\displaystyle {\begin{aligned}S&={\frac {1}{2}}ab\sin B+{\frac {1}{2}}cd\sin D\\&={\frac {1}{2}}(ab+cd)\sin B\end{aligned}}}
이다. 따라서
{\displaystyle {\begin{aligned}16S^{2}&=4(ab+cd)^{2}\sin ^{2}B\\&=4(ab+cd)^{2}-4(ab+cd)^{2}\cos ^{2}B\\&=(2ab+2cd)^{2}-(a^{2}+b^{2}-c^{2}-d^{2})^{2}\\&=(2ab+2cd-a^{2}-b^{2}+c^{2}+d^{2})(2ab+2cd+a^{2}+b^{2}-c^{2}-d^{2})\\&=((c+d)^{2}-(a-b)^{2})((a+b)^{2}-(c-d)^{2})\\&=(c+d-a+b)(c+d+a-b)(a+b-c+d)(a+b+c-d)\\&=2(s-a)\cdot 2(s-b)\cdot 2(s-c)\cdot 2(s-d)\\&=16(s-a)(s-b)(s-c)(s-d)\end{aligned}}}
가 성립한다.

## 특수한 경우

### 헤론의 공식
헤론의 공식은 브라마굽타 공식의 특수한 경우이다. 브라마굽타 정리에서 두 꼭짓점 C와 D가 같다고 하면, 사각형 ABCD는 삼각형 ABC가 되고, d=0, s=1/2(a+b+c)가 되어, 삼각형 ABC의 넓이는
{\displaystyle S={\sqrt {s(s-a)(s-b)(s-c)}}}
가 된다.

### 이중중심 사각형의 넓이
외, 내접을 모두하는 사각형 {\displaystyle ABCD}의 네 변의 길이를 {\displaystyle AB=a}, {\displaystyle BC=b}, {\displaystyle CD=c}, {\displaystyle DA=d}라고 하자. 그렇다면 이 사각형의 넓이는 다음과 같다.
{\displaystyle S={\sqrt {abcd}}}
이는 이 사각형이 내접 사각형이므로 브라마굽타 공식이 성립하고, 또한 외접 사각형이므로
{\displaystyle a+c=b+d=s}
이기 때문이다.

## 일반화

### 브레치나이더 공식
브레치나이더 공식(Bretschneider公式, 영어: Bretschneider's formula)은 브라마굽타 공식을 원에 내접하지 않을 수 있는 임의의 사각형에까지 일반화한다. 이에 따르면, 임의의 사각형 {\displaystyle ABCD}의 네 변의 길이를 {\displaystyle AB=a}, {\displaystyle BC=b}, {\displaystyle CD=c}, {\displaystyle DA=d}라고 하고, 반둘레를 {\displaystyle s}, 넓이를 {\displaystyle S}라고 할 경우 다음이 성립한다.
{\displaystyle S={\sqrt {(s-a)(s-b)(s-c)(s-d)-abcd\cos ^{2}{\frac {A+C}{2}}}}}
내접 사각형에서는 {\displaystyle A+C=180^{\circ }}이므로
{\displaystyle \cos {\frac {A+C}{2}}=0}
이다. 즉, 브라마굽타 공식은 브레치나이더 공식의 특수한 경우이다.

## 역사
인도의 수학자 브라마굽타가 7세기경에 제시하였다.:57, §3.2 그러나 그는 이에 대한 증명을 제시하지는 않았으며, 사각형이 원에 내접해야 한다고 명시하지도 않았다.:188-189, §9.3